# Moerkapelle

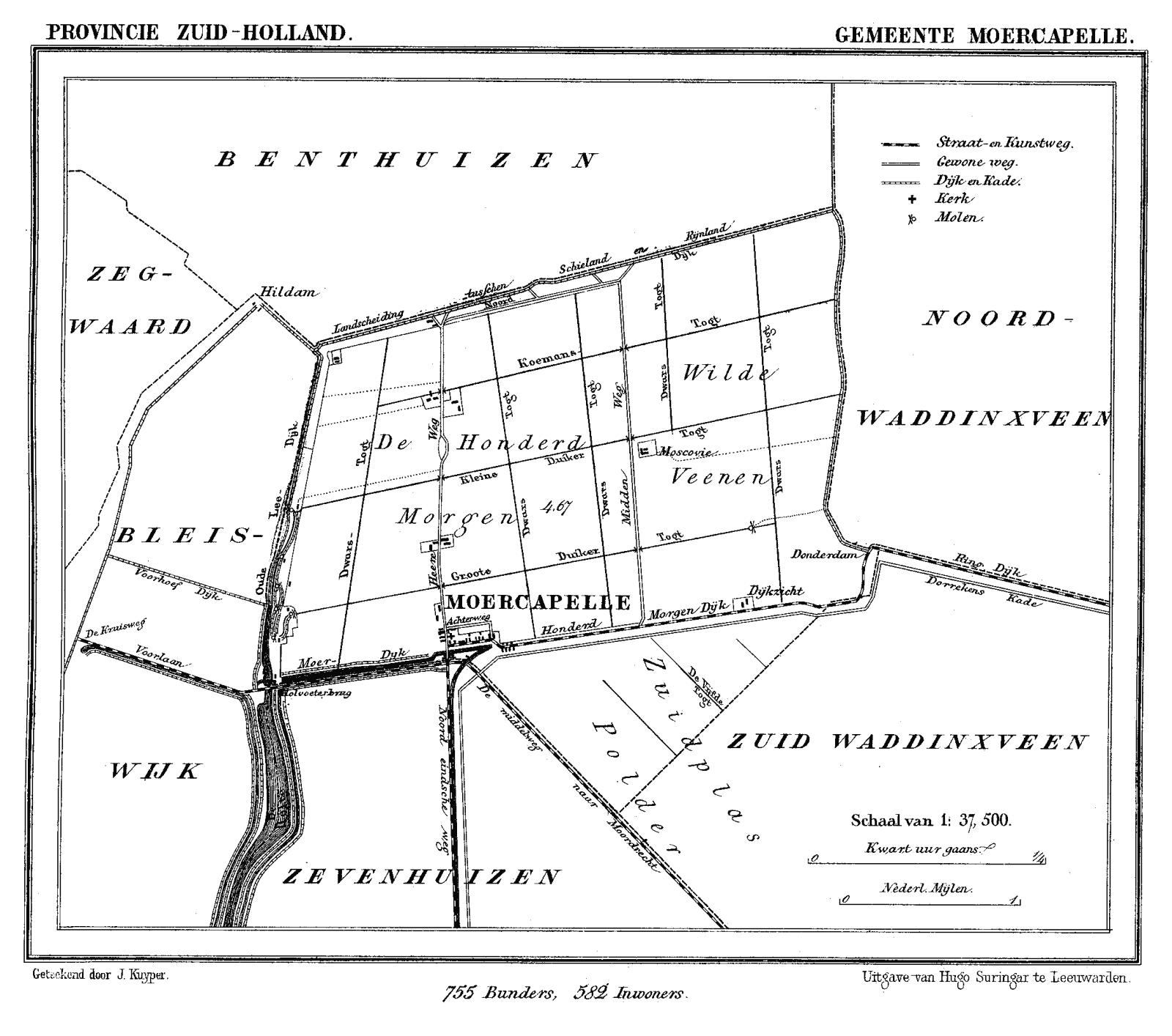
Commune de Moerkapelle milieu du XIXe siècle.

Moerkapelle est un village situé dans la commune néerlandaise de Zuidplas, dans la province de la Hollande-Méridionale. Le 1er janvier 2003, le village comptait 3 930 habitants.

## Histoire
Moerkapelle a été une commune indépendante jusqu'au 1er janvier 1991. À cette date, elle fusionne avec Zevenhuizen pour former la commune de Moerhuizen, renommée Zevenhuizen-Moerkapelle l'année d'après. Depuis 2010, le village fait partie de la commune de Zuidplas.